# Niko Kovač
Niko Kovač (hr[niːko koʋaːtʃ]; n. 15 octombrie 1971, Berlinul Occidental, Germania sub ocupație aliată) este un fotbalist croat retras din activitate, care a jucat pe post de mijlocaș la echipe ca Hertha Berlin, Leverkusen și Salzburg. Pe plan internațional, are prezențe la națională pentru Croația. După încheierea carierei, a devenit antrenor, și antrenează în prezent pe Borussia Dortmund.

## Statistici antrenorat
La 11 februarie 2025.
| Echipa              | Început           | Sfârșit           | Rezultate | Rezultate | Rezultate | Rezultate | Rezultate | Rezultate | Rezultate | Rezultate  | Ref.              |
| Echipa              | Început           | Sfârșit           | M         | V         | E         | Î         | GM        | GP        | Glv.      | Victorii % | Ref.              |
| ------------------- | ----------------- | ----------------- | --------- | --------- | --------- | --------- | --------- | --------- | --------- | ---------- | ----------------- |
| Croația U21         | 21 ianuarie 2013  | 16 octombrie 2013 | 7         | 5         | 0         | 2         | 18        | 5         | +13       | 71,43      | [ 6 ]             |
| Croația             | 16 octombrie 2013 | 9 septembrie 2015 | 19        | 10        | 5         | 4         | 36        | 16        | +20       | 52,63      | [ 7 ] [ 8 ] [ 9 ] |
| Eintracht Frankfurt | 8 martie 2016     | 30 iunie 2018     | 91        | 38        | 20        | 33        | 111       | 108       | +3        | 41,76      | [ 10 ]            |
| Bayern München      | 1 iulie 2018      | 3 noiembrie 2019  | 65        | 45        | 12        | 8         | 169       | 73        | +96       | 69,23      | [ 12 ]            |
| Monaco              | 19 iulie 2020     | 1 ianuarie 2022   | 74        | 42        | 16        | 16        | 131       | 76        | +55       | 56,76      | [ 13 ]            |
| VfL Wolfsburg       | 24 mai 2022       | 17 martie 2024    | 66        | 23        | 17        | 26        | 96        | 93        | +3        | 34,85      |                   |
| Borussia Dortmund   | 2 februarie 2025  | prezent           | 2         | 1         | 0         | 1         | 4         | 2         | +2        | 50         |                   |
| Total               | Total             | Total             | 324       | 164       | 70        | 90        | 565       | 373       | +192      | 50,62      |                   |

## Goluri internaționale
| #     | Data              | Stadion                     | Oponent               | Scor  | Rezultat | Competiția                                             |
| ----- | ----------------- | --------------------------- | --------------------- | ----- | -------- | ------------------------------------------------------ |
| 1     | 29 martie 2000    | Maksimir, Zagreb            | Germania              | 1 – 1 | 1 – 1    | Meci amical                                            |
| 2     | 5 septembrie 2001 | Olimpico, Serravalle        | San Marino            | 1 – 0 | 4 – 0    | Calificările pentru Campionatul Mondial de Fotbal 2002 |
| 3     | 8 mai 2002        | PMFC, Pécs                  | Ungaria               | 2 – 0 | 2 – 0    | Meci amical                                            |
| 4     | 11 iunie 2003     | A. Le Coq Arena, Tallinn    | Estonia               | 1 – 0 | 1 – 0    | Preliminariile Campionatului European de Fotbal 2004   |
| 5     | 6 septembrie 2003 | Comunal, Aixovall           | Andorra               | 1 – 0 | 3 – 0    | Preliminariile Campionatului European de Fotbal 2004   |
| 6     | 21 iunie 2004     | Estádio da Luz, Lisabona    | Anglia                | 1 – 0 | 2 – 4    | Euro 2004                                              |
| 7–8   | 26 martie 2005    | Maksimir, Zagreb            | Islanda               | 1 – 0 | 4 – 0    | Calificările pentru Campionatul Mondial de Fotbal 2006 |
| 7–8   | 26 martie 2005    | Maksimir, Zagreb            | Islanda               | 3 – 0 | 4 – 0    | Calificările pentru Campionatul Mondial de Fotbal 2006 |
| 9     | 22 iunie 2006     | Gottlieb-Daimler, Stuttgart | Australia             | 2 – 1 | 2 – 2    | Campionatul Mondial de Fotbal 2006                     |
| 10–11 | 22 august 2007    | Koševo, Sarajevo            | Bosnia și Herțegovina | 3 – 2 | 5 – 3    | Meci amical                                            |
| 10–11 | 22 august 2007    | Koševo, Sarajevo            | Bosnia și Herțegovina | 5 – 3 | 5 – 3    | Meci amical                                            |
| 12    | 24 mai 2008       | Kantrida, Rijeka            | Republica Moldova     | 1 – 0 | 1 – 0    | Meci amical                                            |
| 13    | 31 mai 2008       | Szusza Ferenc, Budapesta    | Ungaria               | 1 – 0 | 1 – 1    | Meci amical                                            |
| 14    | 6 septembrie 2008 | Maksimir, Zagreb            | Kazahstan             | 1 – 0 | 3 – 0    | Calificările pentru Campionatul Mondial de Fotbal 2010 |

## Statistici carieră
|               |                   |                      | Campionat | Campionat | Cupă          | Cupă          | Cupa Ligii | Cupa Ligii | Continental | Continental | Total   | Total  |
| Sezon         | Club              | Campionat            | Meciuri   | Goluri    | Meciuri       | Goluri        | Meciuri    | Goluri     | Meciuri     | Goluri      | Meciuri | Goluri |
| Germania      | Germania          | Germania             | Campionat | Campionat | DFB-Pokal     | DFB-Pokal     | Altele     | Altele     | Europe      | Europe      | Total   | Total  |
| ------------- | ----------------- | -------------------- | --------- | --------- | ------------- | ------------- | ---------- | ---------- | ----------- | ----------- | ------- | ------ |
| 1991–92       | Hertha BSC        | 2. Bundesliga        | 12        | 1         |               |               |            |            |             |             |         |        |
| 1992–93       | Hertha BSC        | 2. Bundesliga        | 42        | 1         |               |               |            |            |             |             |         |        |
| 1993–94       | Hertha BSC        | 2. Bundesliga        | 32        | 1         |               |               |            |            |             |             |         |        |
| 1994–95       | Hertha BSC        | 2. Bundesliga        | 31        | 2         |               |               |            |            |             |             |         |        |
| 1995–96       | Hertha BSC        | 2. Bundesliga        | 31        | 11        |               |               |            |            |             |             |         |        |
| 1996–97       | Bayer Leverkusen  | Bundesliga           | 32        | 3         |               |               |            |            |             |             |         |        |
| 1997–98       | Bayer Leverkusen  | Bundesliga           | 18        | 1         |               |               |            |            |             |             |         |        |
| 1998–99       | Bayer Leverkusen  | Bundesliga           | 27        | 4         |               |               |            |            |             |             |         |        |
| 1999–00       | Hamburg           | Bundesliga           | 30        | 8         |               |               |            |            |             |             |         |        |
| 2000–01       | Hamburg           | Bundesliga           | 25        | 4         |               |               |            |            |             |             |         |        |
| 2001–02       | Bayern München    | Bundesliga           | 16        | 2         |               |               |            |            |             |             |         |        |
| 2002–03       | Bayern München    | Bundesliga           | 18        | 1         |               |               |            |            |             |             |         |        |
| 2003–04       | Hertha BSC        | Bundesliga           | 17        | 1         |               |               |            |            |             |             |         |        |
| 2004–05       | Hertha BSC        | Bundesliga           | 30        | 4         |               |               |            |            |             |             |         |        |
| 2005–06       | Hertha BSC        | Bundesliga           | 28        | 3         |               |               |            |            |             |             |         |        |
| Austria       | Austria           | Austria              | Campionat | Campionat | Cupa Austriei | Cupa Austriei | Cupa Ligii | Cupa Ligii | Europa      | Europa      | Total   | Total  |
| 2006–07       | Red Bull Salzburg | Bundesliga Austriacă | 28        | 6         |               |               |            |            |             |             |         |        |
| 2007–08       | Red Bull Salzburg | Bundesliga Austriacă | 25        | 3         |               |               |            |            |             |             |         |        |
| 2008–09       | Red Bull Salzburg | Bundesliga Austriacă | 12        | 0         |               |               |            |            |             |             |         |        |
| Total         | Germania          | Germania             | 389       | 47        |               |               |            |            |             |             |         |        |
| Total         | Austria           | Austria              | 65        | 9         |               |               |            |            |             |             |         |        |
| Total carieră | Total carieră     | Total carieră        | 454       | 56        |               |               |            |            |             |             |         |        |

## Palmares
- Cupa Intercontinentală: 2001
- Bundesliga (1): 2002–03

Vice-campion (2): 1996–97, 1998–99
- DFB-Pokal: 2002–03
- Bundesliga Austriacă (1): 2006–07

Vice-campion (1): 2007–08